# Boris Kolomanović
Boris Kolomanović (o literalmente en ruso "Boris, el hijo de Colomán") (conodido en húngaro como Boris trónkövetelő, o literalmente "Boris, el pretendiente al trono") (1114-1153/1154) fue un pretendiente del trono húngaro. Hijo repudiado del rey Colomán de Hungría y su segunda esposa Eufemia de Kiev.

## Biografía
La fecha exacta del nacimiento de Boris es incierta, así como las circunstancias en las que vino al mundo. Su madre Eufemia de Kiev había sido tomada como esposa por el rey húngaro Colomán en 1112, sin embargo un par de años después fue repudiada por su marido y enviada embarazada a su padre el Príncipe de Kiev Vladímir II Monómaco. El rey húngaro la había acusado por trasgredir el matrimonio, y rechazó al hijo que llevaba en su vientre. Posteriormente, tanto Eufemia como el propio Boris se considerarían miembros de la Casa de Árpad.
Probablemente obtuvo su nombre a partir del mártir ruso muerto el 24 de junio de 1015, San Boris, cuyo culto se empezaba a expandir por el Principado, motivado por el propio Vladímir II. Se tienen pocos datos sobre sus primeros años, suponiéndose que vivió en Kiev junto con su madre y su familia, mientras su tío Mstislav I de Kiev asumía el poder en 1125. Boris resultó el más obstinado y persistente pretendiente al trono en toda la historia húngara, tratando de valer sus derechos sucesorios bajo los reinados de Esteban II de Hungría, Bela II de Hungría y Géza II de Hungría.

## En alianza con el emperador bizantino Juan II Comneno

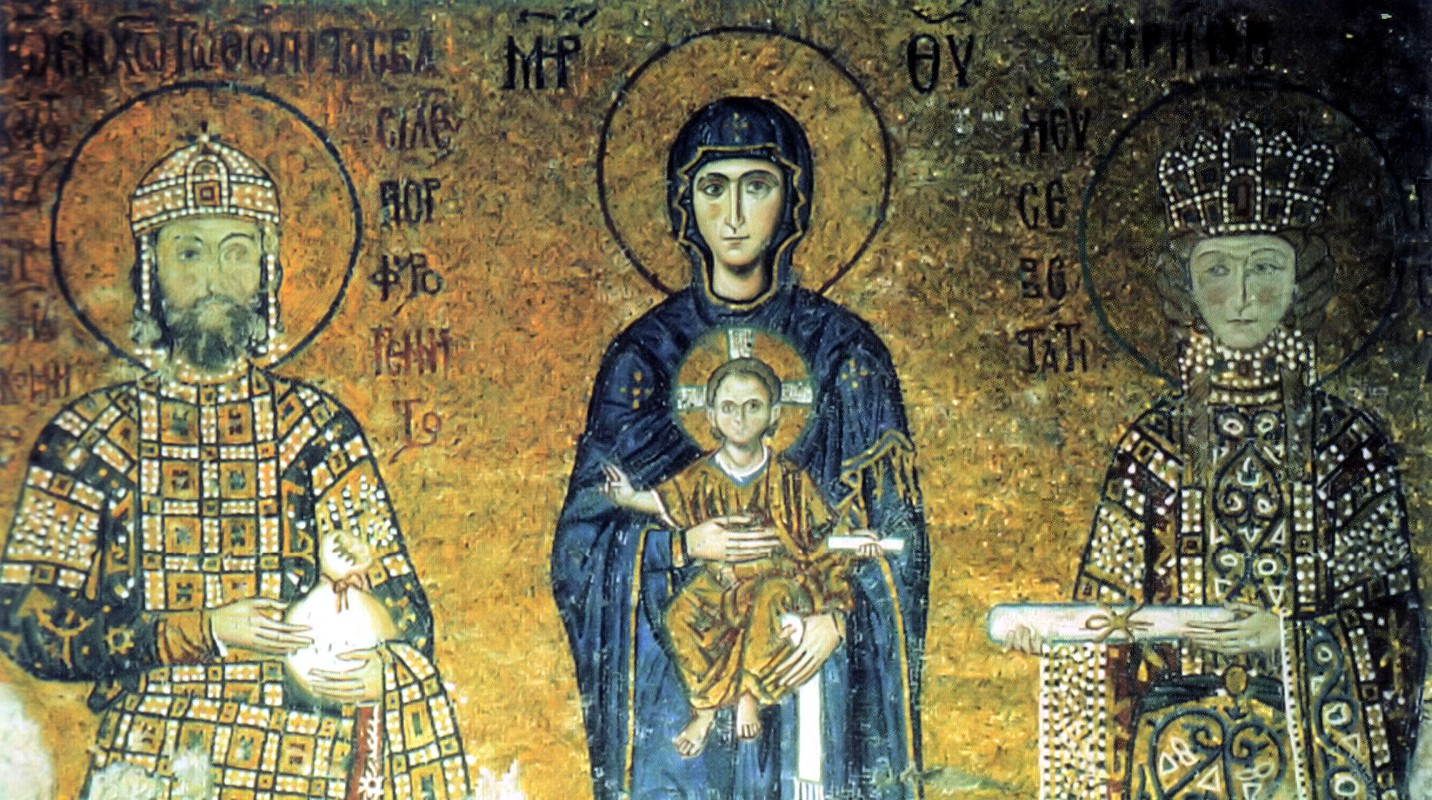
Juan II Comneno y su esposa Santa Piroska de Hungría

Iniciando sus planes para obtener el trono húngaro tras la muerte de su padre, Boris se dirigió a Constantinopla en 1130, entrevistándose con el emperador bizantino Juan II Comneno en su corte. Boris contaba con el apoyo del emperador bizantino, ya que las relaciones entre Hungría y Bizancio estaban debilitadas desde la guerra de 1127 a 1129. Así, fue recibido amistosamente por el emperador, que le dio a Ana Dukaina, una de sus sobrinas de la familia Dukas como esposa. Boris según un documento en Constantinopla se llamó a sí mismo como rey, y le dio a sus hijos el nombre de Kalamanosz y Stephanos (Coloman y Esteban en griego), expresando también con esto su ascendencia de la Casa de Árpad. A pesar de todo esto, Juan II jamás le brindó ayuda directa para tomar el trono, ya que se encontraba muy ocupado cuidando los frentes de Asia y de Italia.

## En alianza con Polonia
El 1 de marzo de 1131 murió el rey Esteban II de Hungría, con lo que nuevamente comenzaron los conflictos por el trono. Ante esto muchos nobles decidieron escoger como rey a Bela II de Hungría el ciego, y considerando esto una circunstancia apropiada, Boris abandonó la corte bizantina al no recibir apoyo de Juan II y se dirigió a la corte polaca ante el duque Boleslao III el Bocatorcida.

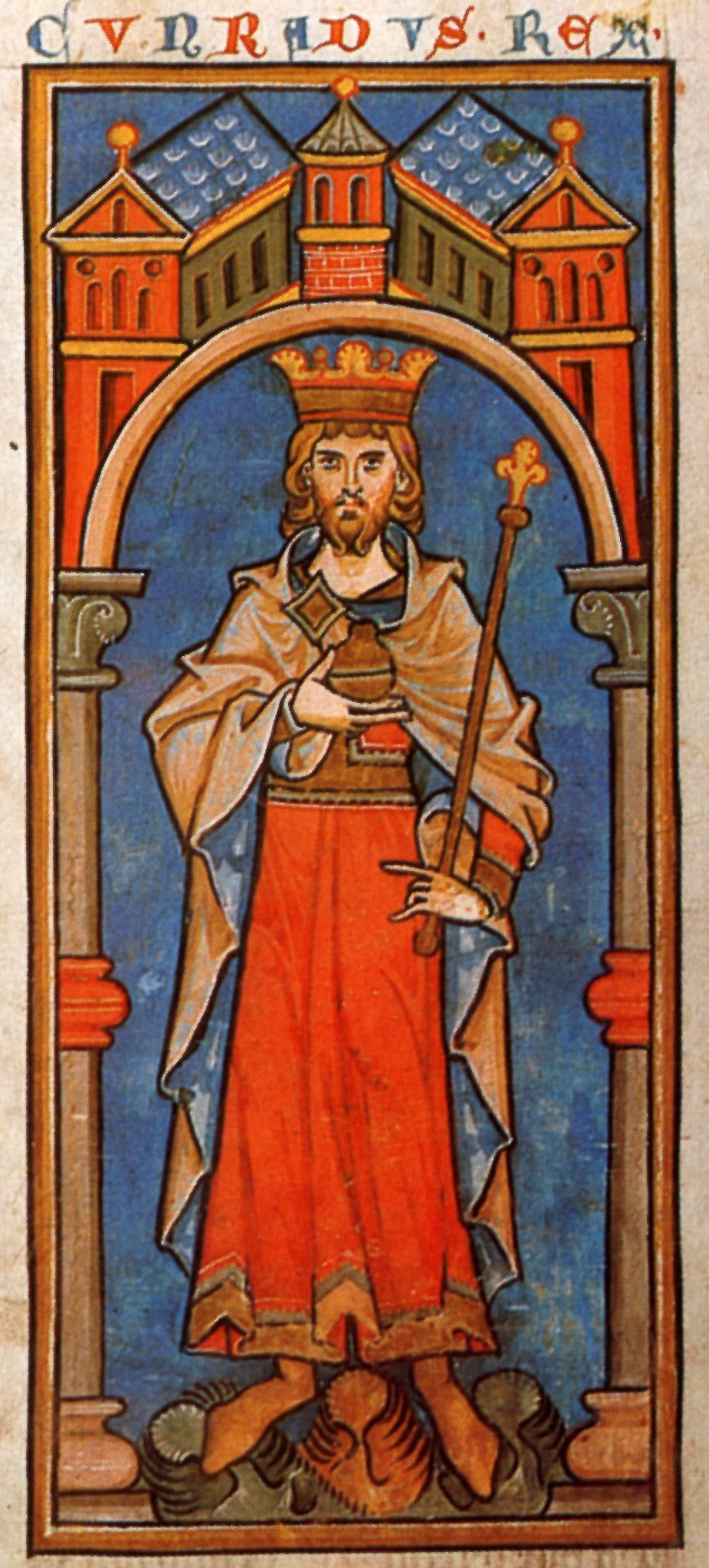
Conrado III. Miniatura del.

Boleslao le brindó todo su apoyo a Boris. Esto se debió a que el monarca polaco quería establecer una alianza antigermánica con Hungría. Sin embargo, las relaciones entre los húngaros y germánicos eran buenas en esta época. Pero esto no detuvo a un grupo de nobles húngaros descontentos con el reinado de Bela II, quienes enviaron una embajada a Polonia para que buscasen a Boris. Se desconoce con certeza la cantidad de nobles que le apoyaban, pero el primer choque surgió el 22 de julio de 1132 junto al río Sajo, donde los ejércitos húngaros de Bela II asistidos por austríacos vencieron a las fuerzas polacas de Boris y Boleslao III. Previo a la batalla Bela II hizo ejecutar a todos los nobles partidarios de Boris, acabando con cualquier peligro interno definitivamente. Tras esta derrota, el Duque polaco renunció a brindar apoyo a Boris.

## En alianza con Conrado III y Enrique II Jasomirgott
Tras la derrota junto al río Sajó, no existe ninguna mención sobre Boris hasta 1145. Probablemente fue el deterioro de las relaciones húngaro-germánicas lo que le motivó a reaparecer en la palestra pública. Otón de Freising describió en sus notas que, en este tiempo, Boris acudió al emperador germánico Conrado III, a través de la mediación del duque checo Vladislao II. El emperador germánico vio con interés esta proposición, puesto que hubiese preferido que Boris ocupase el trono húngaro en vez de Geza II, por lo cual comenzó a reunir sus fuerzas militares.
El principal aliado de Boris fue el duque de Austria y duque de Baviera, Enrique II de Austria, el cual movilizó sus fuerzas y ocuparon la ciudad húngara de Bratislava. El rey Geza y el ban Belos, comandando los ejércitos húngaros, reocuparon la ciudad en 1146, y el 11 de septiembre del mismo año le propinaron una terrible derrota a Boris y a Enrique en la batalla junto al río Ficha.

## En el ejército cruzado de Luis VII de Francia

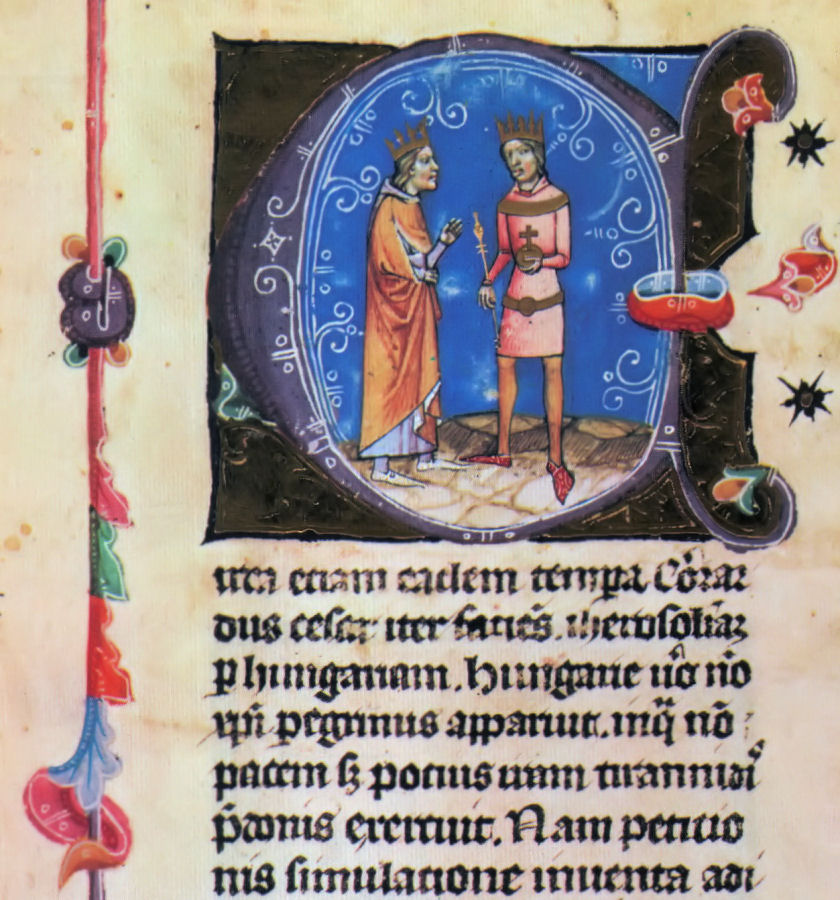
Géza II y Luis VII. Imagen de la Crónica Ilustrada húngara.

El siguiente intento de Boris va relacionado con la Segunda Cruzada. Los monarcas Conrado III y Luis VII de Francia pasan cada uno conduciendo sus ejércitos a través del Reino de Hungría. Tras pedir ayuda a los monarcas y ser rechazado, Boris se ocultó entre los soldados franceses en el ejército de Luis VII y viajó a Constantinopla. Eventualmente, durante la estadía de los franceses en Hungría, los reyes Geza II y Luis VII se enteraron de que Boris se hallaba oculto entre los soldados franceses, pero ambos no hicieron nada al respecto, al contrario, Luis VII concluyó que como familiar del emperador bizantino, Boris podía servirle de algo en su viaje cruzado.

## Boris en alianza con el emperador bizantino Manuel I Comneno
Cuando Boris arribó a Constantinopla, la situación política y militar no lo favoreció. En 1148 se consumó la "alianza de los dos emperadores". Hungría se alió con la alianza normanda-francesa contra Bizancio y el Sacro Imperio Romano Germánico, y los conflictos surgieron en torno a quien poseería los territorios italianos. Así estallaría nuevamente una guerra entre los húngaros y bizantinos en tre 1149 y 1155, por el control de los territorios de Serbia. El objetivo principal del emperador bizantino Manuel I Comneno no era conquistar las tierras húngaras, sino asegurar las fronteras balcánicas en caso de una guerra contra Italia.
Boris tomó parte en la guerra, pero nunca recibió ningún apoyo para obtener el trono húngaro. En 1150, junto al arroyo de Tara, se libró una batalla cruenta y, tras esta, Boris avanzó hacia la campiña húngara causando estragos, pero ante la aparición del ejército de Geza II se retiró de inmediato al campamento del emperador Manuel I.
Boris falleció en un combate menor cerca de 1155, al ser alcanzado por una flecha probablemente cumana.